# Jean-Marcel-Robert Guitry
Jean-Marcel-Robert Guitry, francoski general, * 1874, † 1941.